# Edward Leedskalnin

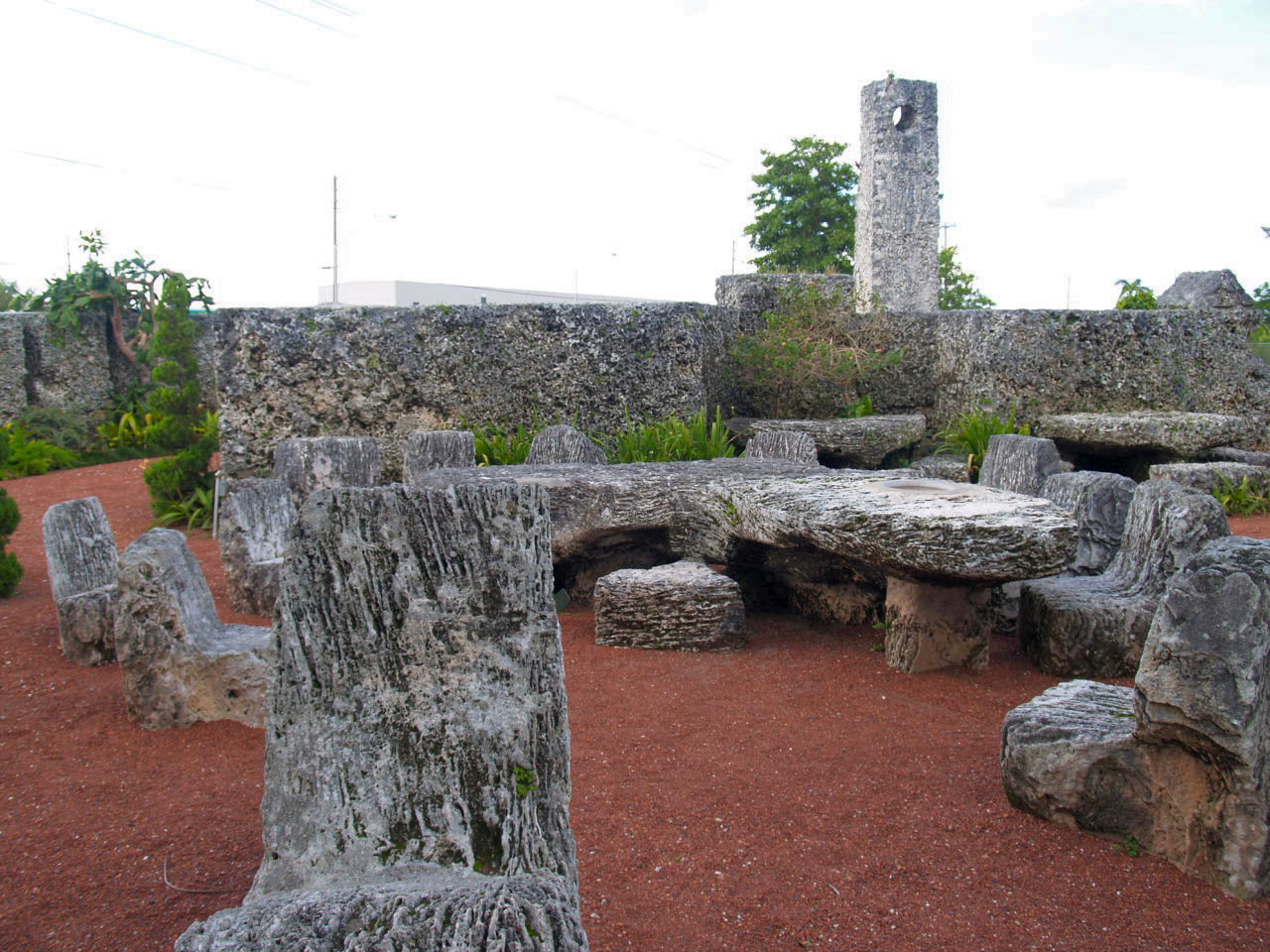
Coral Castle

Edward Leedskalnin (lettisch Edvards Liedskalniņš) (* 12. Januar oder 10. August 1887 in der Gemeinde Stameriena, Gouvernement Livland, heute Lettland; † 7. Dezember 1951 in Miami, Florida) war ein lettischer Bildhauer, der in Homestead, Florida in den USA eine Burg errichtete. Trotz einer nur rudimentären Schulbildung wurde er durch seine obskuren Magnetismustheorien bekannt.

## Leben
Edvards Liedskalniņš wuchs in Lettland in einer Familie von Steinmetzen auf. Er war im Alter von 26 Jahren in seiner Heimat verlobt, wurde jedoch unmittelbar vor der Hochzeit von seiner Braut versetzt. Daraufhin wanderte er aus und verdiente sich seinen Lebensunterhalt in Kanada, u. a. in einem Holzfällercamp, und später in Texas. Später, nachdem er an Tuberkulose erkrankt war, übersiedelte er nach Florida, weil er sich vom dortigen Klima eine Linderung seines Leidens erhoffte.
Leedskalnin (so die Schreibweise seines Namens in Kanada und in den USA) war der Verfasser von fünf Schriften bzw. Büchern, davon eines über die Moral, in dem er unter anderem seine Erfahrungen mit jungen Frauen aufarbeitete. Sein erstes veröffentlichtes Buchwerk war 1945 Magnetic Current (Magnetischer Strom). Es beschreibt sein eigenes Verständnis der Kräfte, die ihm halfen, sein Lebenswerk Coral Castle zu schaffen.

## Coral Castle
Leedskalnin erschuf um 1920 mit dem Coral Castle (ursprünglich von ihm Rock Gate Park genannt, von seinen Nachfolgern umbenannt, gelegentlich auch tituliert als The Eighth Wonder of the World = das achte Weltwunder) ein sehr großvolumiges Steinmonument aus mehr als 1100 Tonnen Korallenfelsen. Die Steinblöcke wogen dabei bis zu 30 Tonnen. Leedskalnin arbeitete 28 Jahre am Coral Castle. Es ist seiner verlorenen Liebe Agnes Scuffs (eigentlich Hermīna Lūse) gewidmet.
Zu seinen Lebzeiten konnte das Anwesen unter seiner gastfreundlichen Führung gegen eine Gebühr von 10 Cent besichtigt werden. Zu den besonderen Objekten der Anlage gehört ein sogenannter Teleskop-Turm sowie eine frei schwingende, mehrere Tonnen schwere Steintür, die auf einem Lager ruht, das aus einer ehemaligen Fahrzeugachse gefertigt ist. Damit soll es einst möglich gewesen sein, die Tür sehr leichtgängig, nur mit dem Druck eines einzigen Fingers zu drehen.
Ursprünglich stand Coral Castle in Florida City. Nach einem für Leedskalnin sehr unangenehmen Zwischenfall mit einer Schlägertruppe, die auf dem Anwesen Schätze vermutete, wurde der Aufbau jedoch in den 1930er Jahren an den heutigen Ort in Homestead verlegt.
Sein Arbeitsleben war recht einsamer, nächtlicher Art, meist unter dem Schein von Lampen. Dies erweckte schon früh den Eindruck des Unheimlichen bei den Menschen, die sein Schaffen bemerkten. Es ist sehr wenig über seine für sein Anwesen verwendeten Fertigungs- und Handhabungsmethoden bekannt, dafür gibt es aber umso mehr, meist phantasievolle, Spekulationen, an denen er selbst nicht ganz unbeteiligt war. Angeblich baute Leedskalnin sein Coral Castle ohne fremde Hilfe und ohne Einsatz technischer Hilfsmittel. Er behauptete, das Geheimnis der ägyptischen Pyramiden zu kennen. Es existieren einige Bilder, die ihn mit einfachen Werkzeugen, wie einem Flaschenzug, zeigen.
Werbeflyer sind überliefert, die der heute unterstellten Mystik der Anlage Vorschub leisteten, etwa durch Bezug auf die weltweit verbreiteten, alten Kulturen mit Pyramidenbauten. Dies wurde ergänzt durch seine persönliche, vom Mainstream der Naturwissenschaften abweichende Auffassung über Materie und Elektromagnetismus.

„Ich habe die Geheimnisse der Pyramiden entdeckt. Ich habe herausgefunden, wie die Ägypter und die alten Baumeister in Peru, Yucatán und Asien, nur mit primitiven Werkzeugen viele Tonnen wiegende Steinblöcke hoben und an ihren Platz setzten.“

## Würdigung
Oberst Carrol A. Lake vom United States Army Corps of Engineers schrieb: „Leedskalnin bewies – von aller Welt heutzutage zu sehen –, dass er die Konstruktionsgeheimnisse der Alten kannte. Er brach und setzte, alleine und ohne moderne Maschinen, Steine mit dem doppelten Gewicht der größten Blöcke der Großen Pyramide. In allem schnitt und setzte er über 1000 Tonnen Korallengestein, die größte Leistung durch einen Menschen in der gesamten Menschheitsgeschichte. Hier ist eins der großen Wunder der Welt, in einer Reihe mit den Pyramiden Ägyptens, mit Stonehenge in England, mit dem fabelhaften Jupitertempel in Baalbek im Libanon und mit dem großen Mysterium in Stein der Osterinsel.“

## Inspirierte Werke
Billy Idol inspirierte ein Besuch des Parks zu seinem 1986 veröffentlichten Lied Sweet Sixteen. Der Titel bezieht sich, der allgemeinen Annahme zufolge, auf Leedskalnins große Liebe Hermīna Lūse, die zur Zeit ihrer Verlobung 16 Jahre alt gewesen sein soll.